# Penetrantia concharum
Penetrantia concharum är en mossdjursart som beskrevs av Silén 1946. Penetrantia concharum ingår i släktet Penetrantia och familjen Penetrantiidae. Arten är reproducerande i Sverige. Inga underarter finns listade i Catalogue of Life.